# 久
Le kanji 久 se lit « hisa » en kun'yomi et « kyuu » en on'yomi.
Il signifie « long (en temps), ancien, qui dure ».
Il s'écrit en 3 traits.
Il correspond au niveau gakushu (5e année)
Il s'emploie aussi pour écrire certains prénoms (par exemple : 久門, Kumon).